# ديفيد مادن (روائي)
ديفيد مادن (بالإنجليزية: David Madden)‏ (1933، نوكسفيل في الولايات المتحدة)؛ شاعر، كاتب مسرحي، كاتب وروائي أمريكي.

## روابط خارجية
- ديفيد مادن على موقع IMDb (الإنجليزية)